# Stanisław Sobota
Stanisław Sobota (ur. 27 września 1879 w Wilkowie, zm. 22 marca 1964 w Prudniku) – polski lekarz weterynarii i działacz społeczny.

## Życiorys
Urodził się 27 września 1879 w Wilkowie k. Białej w liczącej 12 dzieci chłopskiej rodzinie Jana i Marianny ze Szpillerów. W 1901 ukończył gimnazjum w Prudniku (obecnie I Liceum Ogólnokształcące im. Adama Mickiewicza). Następnie wyjechał na studia w Uniwersytecie Humboldtów w Berlinie, gdzie w 1906 otrzymał uniwersytecki dyplom lekarza weterynarii.
W 1908 otworzył praktykę weterynaryjną w Głogówku. Żeby móc dojeżdżać do swoich pacjentów, kupił pierwszy samochód w powiecie prudnickim. W 1913 ożenił się z Elżbietą Habel z Prudnika. Jej ojcem był znany prudnicki samorządowiec i przedsiębiorca Konrad Habel.
Podczas I wojny światowej (1914–1918) służył w wojsku niemieckim na froncie zachodnim, między innymi w bitwie nad Sommą. Trafił do szpitala z powodu zatrucia konserwą mięsną. Po zakończeniu hospitalizacji prowadził przy froncie lecznicę dla koni wojskowych. Został zwolniony ze służby przed końcem walk w 1918 i wrócił do prowadzenia swojej praktyki w Głogówku.
W 1920 został doradcą technicznym kontrolera powiatowego w Prudniku. Był doradcą Międzysojuszniczej Komisji Rządzącej i Plebiscytowej na Górnym Śląsku. Za udział w III powstaniu śląskim został aresztowany przez Niemców 21 maja 1921 i wywieziony na internowanie do Prudnika, gdzie został publicznie pobity na Rynku i osadzony w miejscowym więzieniu. Następnie został przewieziony do obozu w Chociebużu, a później do więzienia w Raciborzu.
Z więzienia został zwolniony po miesiącu. Jako że w wyniku plebiscytu na Górnym Śląsku ziemia prudnicka pozostała w Republice Weimarskiej, przeprowadził się do Katowic, które znalazły się w Polsce. Rozpoczął pracę jako kierownik wydziału weterynaryjnego w urzędzie województwa śląskiego. W 1925 został dyrektorem rzeźni miejskiej w Katowicach. W 1929 został członkiem Polskiego Towarzystwa Tatrzańskiego (członek nr 43304/1480). Ponadto organizował i był prezesem Polskiego Związku Lekarzy Weterynarii na Śląsku, a także prezesem Towarzystwa Ochrony Zwierząt i członkiem Rady Weterynaryjnej przy Ministerstwie Rolnictwa. W 1937 za namową prezydenta Warszawy został dyrektorem tamtejszej rzeźni. Podczas II wojny światowej odpowiadał za zaopatrzenie Warszawy w mięso. Jego córki Marianna i Dorota brały udział w powstaniu warszawskim jako sanitariuszki.
Po zakończeniu wojny w 1945 zamieszkał w Prudniku. Był jednym z założycieli Instytutu Śląskiego w Opolu i Muzeum Śląska Opolskiego. Do 1947 pełnił funkcję zarządcy w majątku Państwowych Nieruchomości Ziemskich w Prudniku, następnie został kierownikiem Powiatowej Lecznicy Zwierząt. W latach 1950–1958 był kierownikiem służb sanitarno-weterynaryjnych w Prezydium Miejskiej Rady Narodowej. Został członkiem Stronnictwa Demokratycznego i Związku Weteranów Powstań Śląskich. Był wieloletnim radnym Miejskiej Rady Narodowej w Prudniku. Przeszedł na emeryturę w 1958.

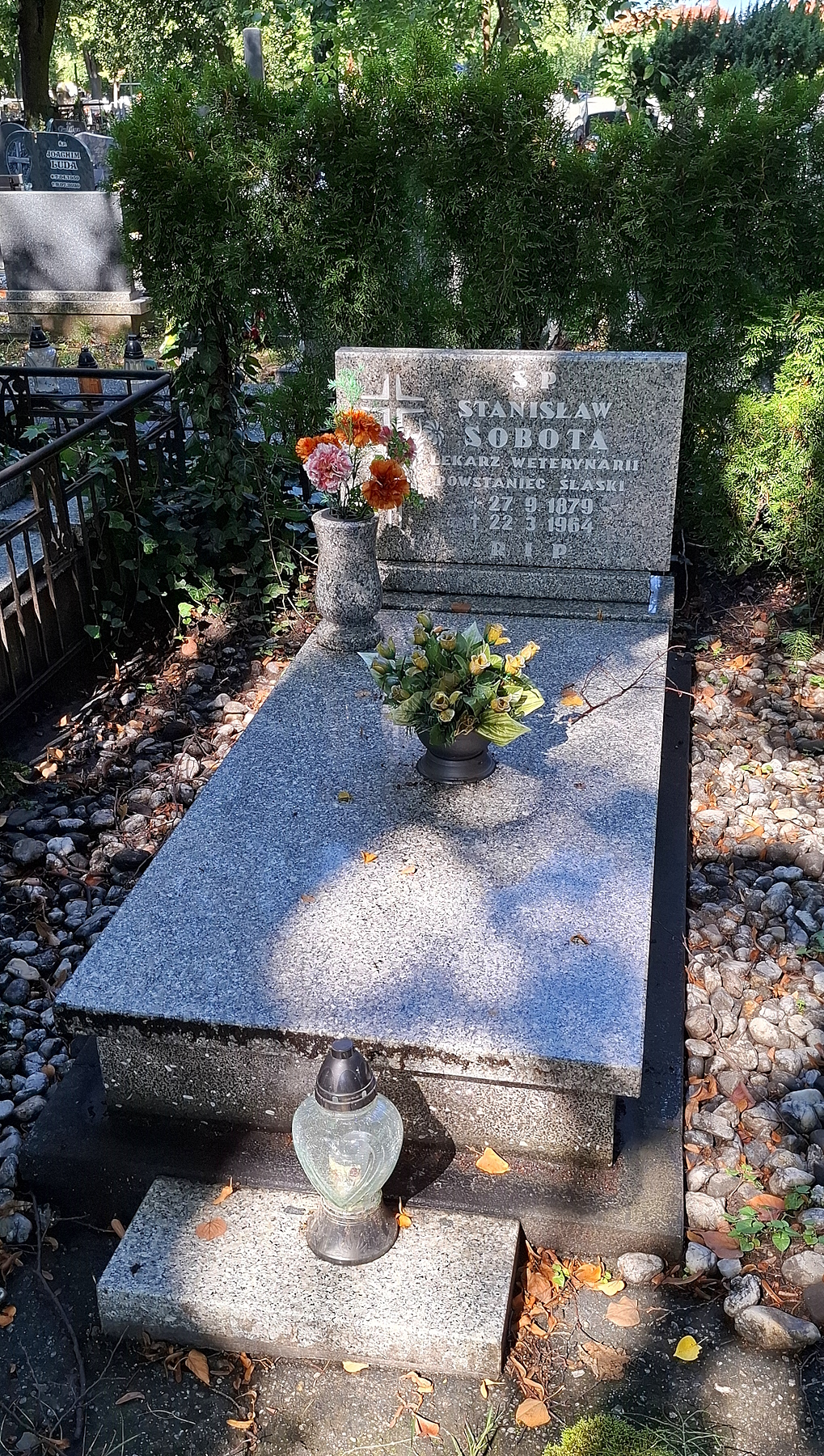
Grób Stanisława Soboty w Prudniku

Zmarł 22 marca 1964 w wieku 85 lat w Prudniku. Został pochowany na cmentarzu komunalnym w Prudniku. Jego imieniem nazwano jedną z ulic w mieście, znajdującą się na Górce, w okolicy starej cegielni Konrada Habla.

## Ordery i odznaczenia
- Śląski Krzyż Powstańczy[6]
- Gwiazda Górnośląska[6]
- Srebrny Krzyż Zasługi (11 listopada 1936)[8]
- Order Odrodzenia Polski (1959)[6]